# Sphincterochila candidissima
Sphincterochila candidissima is een slakkensoort uit de familie van de Sphincterochilidae. De wetenschappelijke naam van de soort is voor het eerst geldig gepubliceerd in 1801 door Draparnaud.